# Rashladni toranj
Rashladni toranj (engl. cooling tower) se najčešće koristi za odbacivanje topline kod vodom hlađenog kondenzatora sustava hlađenja, klimatizacije i sustava u procesnoj industriji. Potrošnja vode u rashladnom tornju je samo oko 5% potrošnje u sustavima s jednim prolazom, što ovaj sustav čini najjeftinijim za rad s vodom koja se plaća. Dodatno, gubici zagrijane vode (odmuljivanje) su vrlo mali, čime se znatno smanjuju negativne posljedice za okoliš. Rashladni tornjevi mogu ohladiti vodu na 2-3°C iznad temperature vlažnog termometra okoliša ili za oko 20°C niže od zrakom hlađenih sustava prihvatljivih dimenzija.

## Rashladna voda
Rashladna voda ima u modernoj pogonskoj tehnici vrlo važnu ulogu. Rafinerije,
čeličane, plinske turbine, nuklearni reaktori, itd. ne mogu u svojoj funkciji djelovati bez rashladne vode. Svaki stroj, koji proizvodi toplinsku energiju, troši rashladnu vodu. Pod rashladnom vodom se podrazumijeva voda koja ima ulogu medija za odvođenje topline kod tehnoloških procesa. Na industrijsku rashladnu vodu se postavljaju danas posve određeni zahtjevi obzirom na njezin sastav. Praktički nema na raspolaganju vode, koja bi idealno u potpunosti odgovarala tim zahtjevima. Stoga je nužna priprema i obrada vode koja se koristi u rashladne svrhe.

## Vrste rashladnih tornjeva
Rashladni tornjevi se dijele prema tipu strujanja (prirodna ili mehanička cirkulacija) i prema smjeru strujanja zraka (križno ili protusmjerno). Rashladni tornjevi s prisilnom cirkulacijom (mehaničkom) se još mogu podijeliti na tlačne i inducirane.

### Rashladni tornjevi s prirodnom cirkulacijom
Rashladni tornjevi s prirodnom cirkulacijom se ponekad i zovu hiperboličnim tornjevima zbog svojeg karakterističnog oblika i funkcioniranja tornja. Njima nije potreban ventilator zato što su dizajnirani na način da iskoriste razliku u gustoći između zraka koji ulazi u toranj i toplijeg zraka unutar samog tornja.
Topao i vlažan zrak unutar tornja je manje gustoće i on se podiže prema gore, dok se hladan i gušći zrak spušta prema donjem dijelu tornja. Razlog zašto je rashladni toranj tako visok (do 200m) je zato što je potrebno potaknuti adekvatno strujanje zraka. Rashladni tornjevi s prirodnom cirkulacijom mogu imati protustrujno ili križno strujanje zraka. Moraju imati eliminator kapljica kako manje kapljice ne bi otišle sa strujom zraka. Zbog gubitka vode potrebno je dodavati svježu vodu. Punilo tornja ima letvice raznih oblika koje usporavaju padanje vode i povećavaju površinu izmjene, a cilj im je intenzivirati interakciju vode i zraka, a pri tome termodinamički ne sudjeluju u procesu. Učinak tornja ovisi samo o entalpiji zraka, a ne o temperaturi.

### Rashladni tornjevi s prisilnim strujanjem
Rashladni tornjevi s prisilnim strujanjem koriste ventilator za strujanje zraka prema dnu tornja. Strujanje zraka može biti inducirano i tlačno. Može ih se još podijeliti na rashladne tornjeve s križnim i protusmjernim strujanjem. Skoro svi rashladni tornjevi s prisilnom cirkulacijom su protusmjerni. Oni daju pouzdaniji protok zraka i time je efikasnost veća. Snaga ventilatora je razjerno mala s obzirom na izmijenjeni toplinski tok (1:100), ali kod postrojenja od npr. 100 000 kW bila bi potrebna snaga ventilatora od 1000 kW što je jako puno, pa se u to slučaju prelazi na rashladne tornjeve s prirodnim strujanjem. Karakterizira ih manja dimenzija izmjenjivačke površine i niža izlazna temperatura medija koji se hladi, te ukupne manje dimenzije.
Toplinski učin rashladnog tornja prije svega ovisi o temperaturi vlažnog termometra zraka. Temperatura suhog termometra i relativna vlažnost imaju neznatan utjecaj na toplinski učinak rashladnih tornjeva s prisilnim strujanjem, ali utječu na količinu ishlapljene vode unutar rashladnog tornja. Zagrijavanje zraka može se podijeliti na osjetni dio i na latentni dio topline koju zrak preuzima hlađenjem vode. Ako se ulaznom zraku povećava temperatura suhog termometra, uz nepromijenjenu temperaturu vlažnog termometra, ukupna izmjena topline ostaje ista, ali se mijenja omjer izmijenjene osjetne i latentne topline.

#### Rashladni tornjevi s protusmjernim strujanjem
Na slici je prikazan protusmjerni rashladni toranj s induciranim strujanjem. 
Ventilator je smješten niz struju zraka u odnosu na ispunu tornja, na izlazu zraka, pri vrhu uređaja. 
Zbog ishlapljivanja male količine kondenzatorske vode (oko 1% protoka), 
temperatura vode se postupno smanjuje tijekom njezinog slijevanja kroz ispunu tornja protusmjerno od zraka. 
Veće kapljice vode nošene strujom zraka odvajaju se na eliminatoru kapi. 
Struja zraka izlazi pri vrhu tornja i ispušta se u okoliš. 
Voda ohlađena ishlapljivanjem pada u sabirnu posudu odakle se odvodi prema kondenzatoru. Takav sustav omogućuje dobru izmjenu topline zato što najhladniji zrak dolazi u kontakt s najhladnijom vodom.

#### Protusmjerni rashladni toranj s tlačnim strujanjem
Ventilator je smješten na ulazu zraka, pri dnu uređaja tj. uz struju zraka u odnosu na ispunu tornja. Radne karakteristike su slične onima kod protusmjernog rashladnog tornja s induciranim strujanjem. 
Prednosti su da su vibracije manje u usporedbi s tornjem s induciranim strujanjem, jer se ventilator nalazi bliže dnu i to da je bolji efekt ishlapljivanja ako centrifugalni ventilator puše direktno u posudu s vodom.
Neki nedostaci ovog rashladnog tornja su nejednolika raspodjela struje zraka kroz ispunu tornja zbog puhanja tlačnog ventilatora, zbog velike brzine ulaznog zraka može doći do prijenosa dijela toplog i vlažnog istrošenog zraka. Ti rashladni tornjevi se uglavnom koriste kod malih i srednje velikih postrojenja.

#### Križni rashladni toranj
Kod križnih rashladnih tornjeva zrak poprečno struji na vodu koja se cijedi kroz punilo (slika). Ventilator je smješten niz struju zraka u odnosu na ispunu tornja, na izlazu zraka pri vrhu uređaja. Ispuna se nalazi u razini s ulazima zraka. Zrak ulazi u toranj kroz bočne žaluzije i struji vodoravno kroz ispunu i eliminator kapi. Zrak se zatim usmjerava prema gore i izlazi pri vrhu uređaja. Voda se raspršuje iz sapnica, pada preko ispune i dolazi do križnog strujanja vode i struje zraka. Križni rashladni toranj s induciranim strujanjem ima povećanu površinu za ulaz zraka. Zbog križnog strujanja, ovakav toranj može biti znatno niži od protusmjernog tornja. Negativna strana te izvedbe je povećan rizik od recirkulacije istrošenog zraka iz tornja.

## Problemi koji nastaju u rashladnim sustavima
Voda se koristi u sustavima za hlađenje kao medij za prijenos topline i često i kao konačna točka za odbacivanje topline u atmosferu putem isparavanja unutar rashladnih tornjeva. 
Problemi koji nastaju u rashladnim sustavima možemo podijeliti u tri glavne skupine:
- korozija,
- kamenac,
- razvoj mikroorganizama i algi.

Korozija skraćuje životni vijek komponenti rashladnog sustava i uzrokuje propuštanje radne tvari ili rashladne vode za izmjenjivače topline. Također uzrokuje probleme kao što je smanjenje učinkovitosti izmjenjivača topline i smanjenje protočne količine vode ili radne tvari.
Kada u izmjenjivačima topline dolazi do taloženja kamenca i oblaganja mulja, ne samo što se smanjuje učinkovitost izmjenjivača, već dolazi i do stvaranja opće korozije ispod sloja taloga.
Ovi se problemi rijetko javljaju sami i obično se pojavljuju u kombinaciji jedno s drugim.
Najčešće se javljaju u otvorenim recirkulirajućim rashladnim tornjevima jer su krutine otopljene u rashladnoj vodi koncentrirane ishlapljivanjem vode.